# Elaphria perigiana
Elaphria perigiana är en fjärilsart som beskrevs av William Schaus 1911. Elaphria perigiana ingår i släktet Elaphria och familjen nattflyn. Inga underarter finns listade i Catalogue of Life.